# Эйг, Александр
Александр Эйг (1894, Щедрин, Минская губерния — 30 июля 1938, Иерусалим) — палестинский ботаник еврейского происхождения, глава кафедры ботаники Еврейского университета в Иерусалиме и основатель Национального ботанического сада Израиля на Горе Скопус.

## Биография
Эйг Александр родился в местечке Щедрин Минской губернии. В 1909 году эмигрировал в Эрец-Исраэль. Изучал ботанику в Еврейском университете в Иерусалиме. В 1926—1938 годах — заведующий отделом ботаники Экспериментальной сельскохозяйственной станции (с 1929 года — в составе Еврейского университета). В 1931 основал Ботанический сад на Горе Скопус. С 1932 преподавал ботанику в Еврейском университете в Иерусалиме.
В 1931—33 годах — участник научной экспедиции по Сирии, Турции и Ираку. Коллекция Эйга послужила основой для гербария биологического факультета Еврейского университета в Иерусалиме. Вёл исследования в области общей ботаники, геоботаники. Впервые опубликовал описание многих видов растений, таблицу фитогеографических областей (1931). Среди его работ — «Вклад в познание флоры Эрец-Исраэль» (1926), «Растительность Эрец-Исраэль» (1927), «Растительность пояса светлых почв прибрежной равнины Эрец-Исраэль» (1939).
Скончался от рака в 1938 году, не дожив до 44 лет.